# Spivey
Spivey és una població dels Estats Units a l'estat de Kansas. Segons el cens del 2000 tenia 80 habitants.

## Demografia
Segons el cens del 2000, Spivey tenia 80 habitants, 37 habitatges, i 25 famílies. La densitat de població era de 59,4 habitants/km².
Dels 37 habitatges en un 27% hi vivien nens de menys de 18 anys, en un 56,8% hi vivien parelles casades, en un 5,4% dones solteres, i en un 32,4% no eren unitats familiars. En el 32,4% dels habitatges hi vivien persones soles el 5,4% de les quals corresponia a persones de 65 anys o més que vivien soles. El nombre mitjà de persones vivint en cada habitatge era de 2,16 i el nombre mitjà de persones que vivien en cada família era de 2,72.
Per edats la població es repartia de la següent manera: un 25% tenia menys de 18 anys, un 5% entre 18 i 24, un 31,3% entre 25 i 44, un 23,8% de 45 a 60 i un 15% 65 anys o més.
L'edat mediana era de 40 anys. Per cada 100 dones de 18 o més anys hi havia 122,2 homes.
La renda mediana per habitatge era de 37.250 $ i la renda mediana per família de 38.125 $. Els homes tenien una renda mediana de 40.625 $ mentre que les dones 6.250 $. La renda per capita de la població era de 23.849 $. Entorn del 4,8% de les famílies i el 6,6% de la població estaven per davall del llindar de pobresa.

## Poblacions més properes
El següent diagrama mostra les poblacions més properes.